# Dones a Corea del Nord
L'estatus de les dones a Corea del Nord no s'entén completament fora del país a causa de l'aïllament polític de Corea del Nord, la manca de voluntat de les autoritats nord-coreanes per permetre als investigadors estrangers l'accés al país, i l'existència d'informes contradictoris. La posició oficial del govern de Corea del Nord és que les dones tenen igualtat de drets amb els homes.
Corea del Nord ha promulgat lleis com la Llei sobre la igualtat sexual, la Legislació laboral i la Llei de nacionalització de les indústries essencials. Tot i que aquests sistemes socials no han tingut un èxit total, s'han integrat en la vida diària per a ajudar les dones. Les reformes implementades van proporcionar els drets de les dones en el treball, els drets d'herència i divisió de propietats, i els drets de matrimoni lliure i divorci. Corea del Nord també va prohibir la poligàmia. L'Estat va confiscar totes les terres de propietat privada, eliminant la discriminació de la propietat.
Actualment, les dones de Corea del Nord participen en una varietat de tasques laborals, i hi ha un nombre considerable de dones que es troben en posicions altes. A més, hi ha moltes instal·lacions per a dones que inclouen sanatoris, cases de descans i hospitals de maternitat. La proporció entre dones i homes en treballs salarials alts és considerablement inferior a la dels llocs de treball de salaris baixos. A més, la majoria de les dones en les altes posicions de la societat són familiars o esposes dels principals líders.
Independentment de les reformes que intenten afeblir estructures socials patriarcals, l'ambient polític és un exemple de la mateixa estructura patriarcal que les reformes pretenien dissoldre. Això demostra el grau en què els ideals neoconfucians encara impregnen i afecten les polítiques socials i polítiques. Corea del Nord no ha seguit la Xina i el Vietnam en les seves campanyes contra el confucianisme.

## Abans de la divisió de Corea
A la dinastia Joseon (1392-1897), el paper de les dones era la de donar a llum als hereus masculins per a assegurar la continuació de la línia familiar. Les dones tenien poques oportunitats de participar en la vida social, econòmica o política de la societat. Hi va haver algunes excepcions a les limitacions imposades a les funcions de les dones; per exemple, les dones xamanes van ser sol·licitades per a curar malalties, allunyar els esperits malignes, pregar per la pluja durant les sequeres, o per dur a terme l'endivinació i la clarividència.
Abans de la dinastia Yi (1392-1910) i la introducció del neoconfucianisme, les dones tenien relativament més drets i llibertat. Les dones durant el període Silla (57 aC - 935) van ocupar posicions i estatus més alts (encara que no iguals a les dels homes) en la societat, i van tenir molts drets legals que inclouen el dret a ser considerades la cap d'una llar. A més, durant el període Groyeo (918-1392), tant les segones núpcies d'una dona com l'herència de propietats en parts iguals entre homes i dones era completament acceptable.
No obstant això, quan Corea va començar la dinastia Yi, la ideologia confuciana es va adherir a la societat i va afectar immensament els rols dels homes i de les dones. A partir dels set anys, se separaven els homes i les dones, i es quedaven restringits a les zones designades de la casa: la part exterior (sarangchae) per als homes i la part interior (anchae) per a les dones. Segons els estàndards del confucionsme coreà, «una dona virtuosa tenia que obeir als homes al llarg de la seva vida: durant la seva joventut tenia que obeir al seu pare; quan es casava tenia que obeir al seu marit; si el seu marit moria, estava subjecta al seu fill».
Poques dones van rebre alguna educació formal en la societat tradicional coreana. Després de l'obertura de Corea al contacte exterior a finals del segle xix, els missioners cristians van establir escoles per a noies, permetent així que les joves coreanes de qualsevol classe social poguessin obtenir una educació moderna.
Amb la influència del pensament silhak (estudis pràctics), donghak (aprenentatge oriental) i occidental, va aparèixer un interès prioritari centrat en els drets humans i la igualtat. D'aquesta manera, el 1886, es va establir Ewha Haktang (Escola d'Ewha) com a primera escola moderna per a noies. I en resposta a la Chanyang-Hoe (Associació Chanyang) i el seu èmfasi en l'educació per a les dones, el 1908, el govern va establir la primera escola pública per a noies anomenada Escola Superior Femenina de Hansong.
Durant el període colonial japonès (1910-1945), les dones coreanes van experimentar alguns canvis socials semblants als de les dones al món occidental. La urbanització i la modernització a principis del segle xx van obrir oportunitats per a les dones en la força de treball. Les dones es van traslladar de les regions rurals cap a les ciutats per a tenir noves vides per a elles mateixes, sovint trobant llocs de treball a les fàbriques on tenien salaris regulars (un nou fenomen per a les dones de les granges rurals), que sovint enviaven a casa per a complementar els ingressos dels seus familiars. Aquestes noies de la ciutat tenien un nou sentit d'independència i autodeterminació en el treball i en la seva vida en la ciutat. No obstant això, les males condicions de treball i les llargues hores de les fàbriques de principis del segle xx sovint van limitar el seu reeiximent i felicitat.
Altres dones més afortunades van rebre educació a les escoles secundàries de les zones urbanes. Algunes fins i tot van tenir l'oportunitat d'estudiar a l'estranger, en les institucions més prestigioses al Japó. Aquestes dones van compondre un nou sector de l'elit social i van ser les participants en la cultura del consum. Aquestes dones, anomenades «noies modernes», van aprofitar les noves oportunitats oferides a les dones durant les dècades del 1920 i 1930. Van transcendir les limitacions de la classe agrícola casant-se amb professionals urbans, van participar en l'escenari de l'art i la cultura moderna, i van abandonar el tradicional hanbok coreà per a vestir amb roba occidental. Mentre que la majoria de les dones coreanes encara vivien vides tradicionals, aquestes «noies modernes» van ajudar a transformar el paisatge cultural en una escena més contemporània i cosmopolita.
Tot i que moltes d'aquestes oportunitats no estaven disponibles per a les dones del camp, les dècades del 1920 i 1930 van aportar canvis positius a les zones rurals. Les dones estaven entrenades i educades a una escala més limitada, i havia moviments per a erradicar l'analfabetisme.
Aquests moviments cap a l'educació a través de l'espectre socioeconòmic van influir i fomentar les activitats comunistes de Corea del Nord. Va ajudar en la difusió dels ideals comunistes i va fer més fàcil educar i reunir les persones al voltant del comunisme. Les dones també estaven més implicades en l'esfera pública, continuant els canvis realitzats durant el període colonial.

## Després de la divisió de Corea

### Durant la revolució nord-coreana (1945-1950)
L'estatus social i els rols de les dones van canviar radicalment després de 1945.

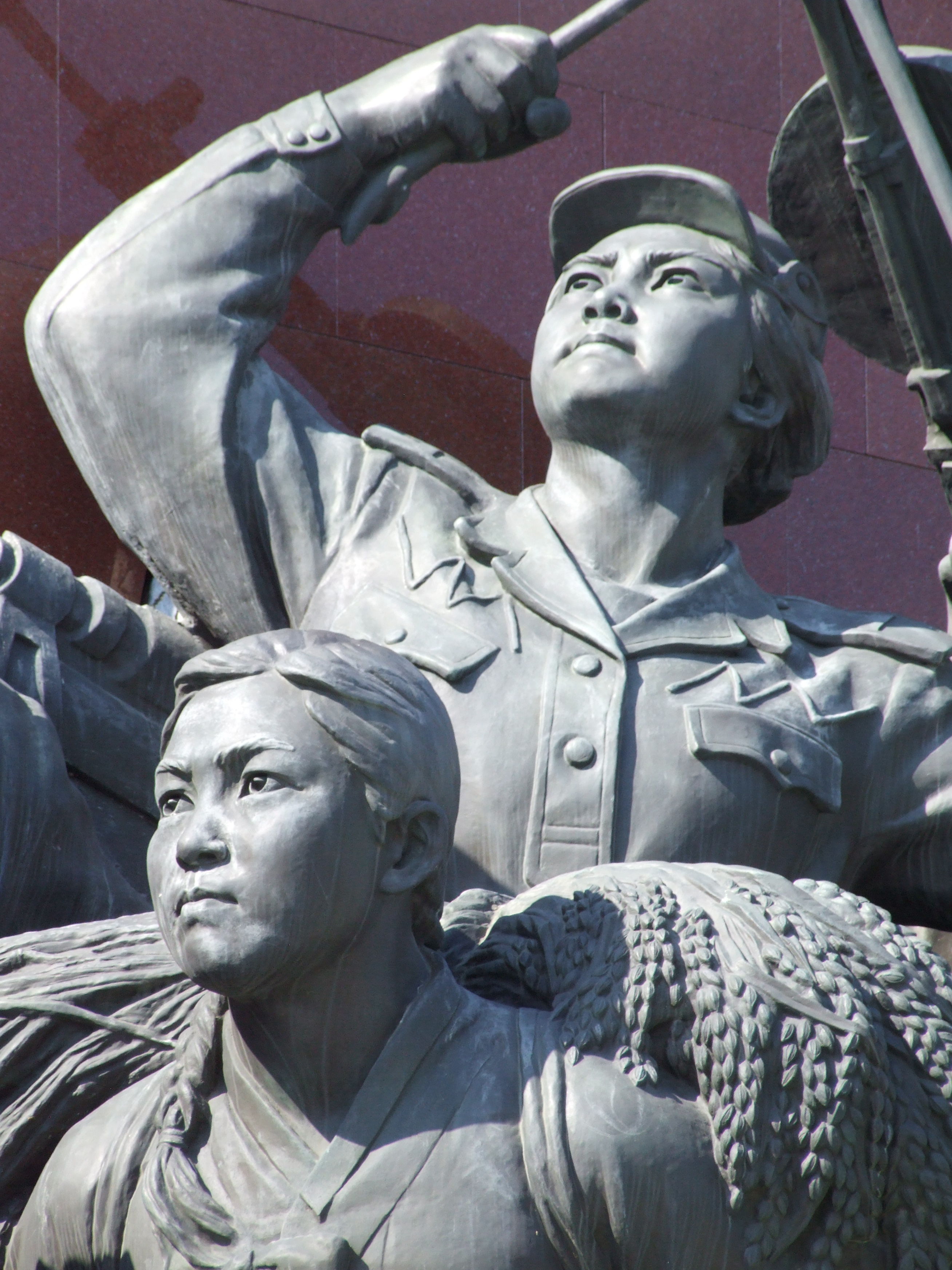
Una soldat i una camperola. Detall del Gran Monument del turó de Mansu

Abans de la guerra de Corea (1950-1953), el règim comunista de Corea del Nord va començar a reordenar la societat coreana tradicional per a reflectir la societat comunista ideal. El règim comunista a Corea del Nord va concedir a les dones càrrecs i posicions d'importància en les seves comunitats en els seus esforços per promoure la igualtat.
Un exemple va ser l'inminban (unitat de veïns), unitats d'unes 20-30 famílies que sovint van ser dirigides per dones. Aquestes dones es van ocupar de la construcció, del manteniment i de les finances i, en general, controlaven les vides dels seus components. Segons el govern, «un cap d'inminban hauria de saber quants escuradents i quantes culleres hi ha a totes les llars». Les dones també informaven de qualsevol activitat sospitosa a la policia i realitzaven controls aleatoris. Aquestes líders inminban van contribuir directament a la causa comunista i la cultura de la vigilància, servint en rols de lideratge al costat dels seus homòlegs masculins.
El règim també va llançar una publicació específicament per a les dones, el Joseon Yeoseong, per tal d'educar encara més les dones en ideals comunistes. La publicació va incloure consells per a la llar, assessorament sanitari, materials educatius i propaganda política.
Les dones tenien altres oportunitats per a participar en la nova cultura política nord-coreana. El règim va animar a la gent a unir-se a diversos grups: les organitzacions de dones eren poderoses i ambicioses. Una d'aquestes organitzacions va ser la Lliga Socialista de les Dones Coreanes, que va exigir al govern nord-coreà la baixa per maternitat pagada i l'abolició de la discriminació salarial. També van ser responsables d'altres canvis socials que incloïen educació, serveis prenatals i conferències per a dones. A través d'organitzacions com aquestes, les dones van tenir algun grau d'activitat sota el règim nord-coreà.
Malgrat això, les dones no eren totalment lliures i els seus drets eren limitats. El règim va tenir un control sobre la vida quotidiana de les dones durant la revolució. Per exemple, l'Estat va establir a les dones un horari com a model a seguir per a cuinar i netejar, i només les permetia una hora i mitja de temps personal al final del dia. També les van obligar a realitzar magistralment l'organització i les tasques de la llar, que es va demostrar massa esgotador i gairebé impossible.
Moltes dones van contribuir a l'economia durant la revolució nord-coreana. Les dones van assumir els rols de periodistes, professores, empleades i molt més. Aquestes dones tenien les seves raons per formar part de la mà d'obra, i algunes expressaven el desig de ser models per a futures dones de negocis. Van veure la participació econòmica com una batalla amb dificultats a causa de l'èmfasi del règim en les funcions de les dones a la llar. Així, tot i que les dones tenien una activitat política i econòmica, però en certa manera també estaven lligades a la llar, i aquesta disparitat només només va reforçar els rols de gènere tradicionals, tot i que el govern comunista va destacar la importància de la igualtat de gènere.
El paper revolucionari de les dones també es va quedar lligat a la maternitat, el que significa que les dones van ser vistes com a heroines revolucionàries, però només com a mares que educaven als nens amb els valors pròpis del socialisme. Les mares van ser vistes com a «ciutadanes models molt sacrificades», però malgrat aquesta elevada posició ideològica, el paper de les mares es va limitar a la llar i als estrats socials inferiors. El govern va comptar amb mares per inculcar valors comunistes forts en els seus fills i donar suport al règim al nivell domèstic més bàsic. Per tant, per a la majoria de les dones, la seva tasca estava situada a la llar, no en el lloc de treball ni a l'esfera política.
Durant els tres primers mesos de la guerra de Corea (1950-1953), l'exèrcit popular de Corea va instal·lar organitzacions de dones similars al sud durant la seva ocupació de Corea del Sud.

### Després de la guerra de Corea

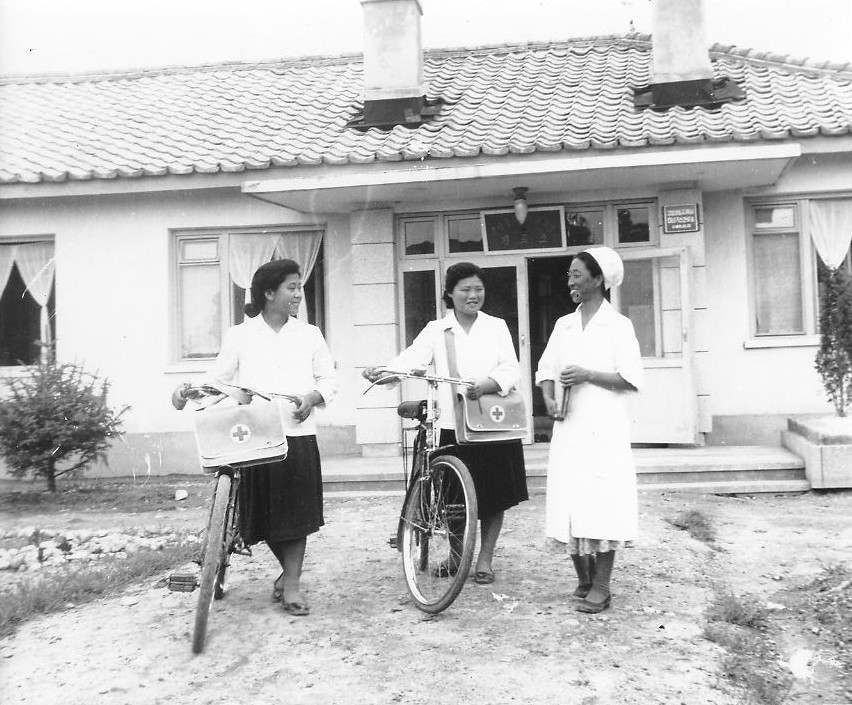
Dones proporcionant subministraments als militars (Hamhung, juny de 1972)

Després de la guerra de Corea, la relació de població entre les dues Corea era dràsticament diferent a causa del «bombardeig intens». La major part dels bombardejos es van efectuar a Corea del Nord, i «no es va deixar cap objectiu per atacar, cosa que ni tan sols va passar al Vietnam». En segon lloc, «La República Democràtica Popular de Corea va perdre el 12-15% de la seva població durant la guerra ... poc més de la meitat dels coreans morts eren homes». Es va utilitzar Corea del Nord «per a combatre el llegat del passat colonial». Aquests dos factors va afectar la posició de les dones a la República Democràtica Popular de Corea.
La importància del creixement de la població era crucial per al desenvolupament de Corea del Nord. Es va encoratjar a les dones a tenir una taxa de natalitat elevada, en part fent que «la contracepció i l'avortament fossin difícils d'obtenir». Es va considerar socialment inacceptable que una dona no tingués o volès tenir fills. Aquesta posició finalment es va invertir; molts fugitius de Corea del Nord que viuen a la Xina afirmen que l'avortament induït i l'infanticidi són comuns al país.
Els rols de les dones eren tan importants com els homes. La Constitució de 1972 afirma que «les dones mantenen la mateixa condició social i drets que els homes». El fet que les dones continuen amb els mateixos papers en la societat i en l'economia es pot veure quan «el nombre de dones treballadores va augmentar ràpidament, amb la mateixa retribució [per a la mateixa feina] i un tractament especial». A més, es pot veure el paper de les dones més significatives a la societat i ser més que les senzilles mestresses de la llar.
La Constitució de 1990 estableix que l'Estat crea diverses condicions per a l'avanç de les dones a la societat. En principi, Corea del Nord dona un gran suport la igualtat sexual, i va establir diferents polítiques relacionades amb l'emancipació de les dones. Malgrat això, a la pràctica, Corea del Nord continua sent una societat patriarcal i sexista.
Quan es va establir Corea del Nord, va començar a aplicar principis comunistes de la igualtat sexual. Corea del Nord creia que podrien obtenir igualtat sexual a través de l'alliberament econòmic i la participació de les dones en la producció econòmica. Per exemple, Kim Il-sung va dir: «Les dones ... poden assolir una emancipació completa només si s'esforcen sense menys devoció i consciència que els homes per a resoldre els problemes derivats dels fronts productius de les fàbriques i el camp». El propòsit era transferir els deures de les dones fora de la família, en la mà d'obra productiva per a l'Estat. Així, teòricament, les dones podien obtenir diferents posicions socials a través de rols no tradicionals, com el treball remunerat. Els líders de Corea del Nord es van comprometre a canviar els sistemes tradicionals familiars, econòmics i socials, i van instituir nous acords legals i socials que van promoure la igualtat de drets tant per a homes com per a dones. Es van donar oportunitats polítiques a les dones, especialment en els nivells més baixos del poder del règim. Independentment, «es pot dir que les dones de Corea del Nord han assolit el mateix estatus socioeconòmic que els homes».
Mentre que els avenços econòmics es van fer per a millorar l'estatus de les dones, és evident que les dones nord-coreanes no tenen el mateix poder econòmic en comparació amb els homes nord-coreans. Les dones tenen ocupacions amb un salari més baix, permetent que els homes es converteixin en la principal font d'ingressos d'una família nord-coreana. Com es paguen més als homes que les dones, s'assoleix una estructura familiar que depèn dels homes. Els homes són considerats com la font principal d'ingresos i les dones aporten ingresos extres. Com a tal, les dones amb ingressos més alts que els homes que es casen han seguit una tendència de deixar els seus llocs de treball, i la majoria de les dones casades treballen a casa seva. Com a resultat, hi ha una clara declinació de la mà d'obra de les dones, i les dones depenen majoritàriament dels seus marits. Aquesta tendència es veu clarament al llarg de la història de Corea, i té arrels profundes en els ideals de Confuci.
També és molt difícil veure moltes dones en qualsevol posició de poder a Corea del Nord. Les dones tenen un terç de les posicions representatives en els nivells més baixos del poder, però no tenen cap poder sobre les decisions principals. «A mesura que s'examina les organitzacions més poderoses, com el Comitè Central i el Politburó del Partit dels Treballadors de Corea i del Consell Administratiu (gabinet), es fa evident que molt poques dones han mantingut posicions de poder». Atès que les dones amb prou feines tenen cap posició en les posicions més altes del poder, no estan ben representades i no tenen cap poder real sobre el govern.
Tot i que la posició de les dones pot haver canviat a la societat des de l'era dels Joseon, la cultura de Confuci profundament arrelada és encara molt visible en la societat nord-coreana contemporània.

### El Moviment Chollima
El moviment Chollima (cavall volador), va ser una campanya de mobilització massiva. El govern nord-coreà va iniciar aquest moviment per a enfortir el seu poder a finals de la dècada del 1950.
El moviment Chollima, que es va centrar en polítiques per a les dones, va socialitzar les tasques domèstiques de les dones nord-coreanes ajudant-les amb llars d'infants, bugaderies i una indústria alimentària eficient. Una membre de la Unió de les Dones va dir que amb la socialització de les tasques de la llar a Corea del Nord: «Els nens sòn despeses estatals. Si s'ha de rentar o planxar es va a les bugaderies. S'ha desenvolupat la indústria dels productes alimentaris de manera que els aliments es poden comprar en qualsevol moment. Què es pot fer dins de la família?».

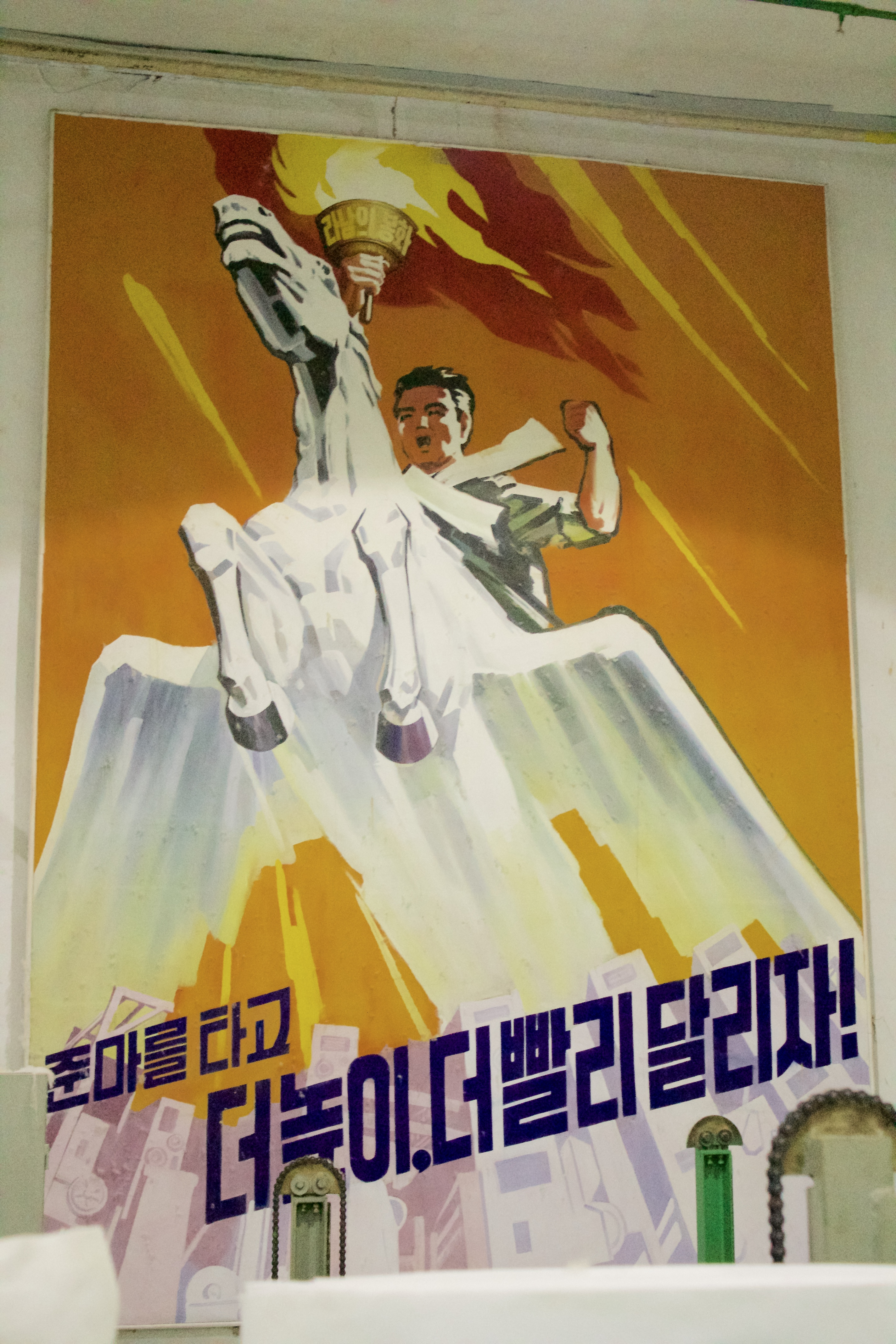
Cartell de propaganda del moviment Chollima
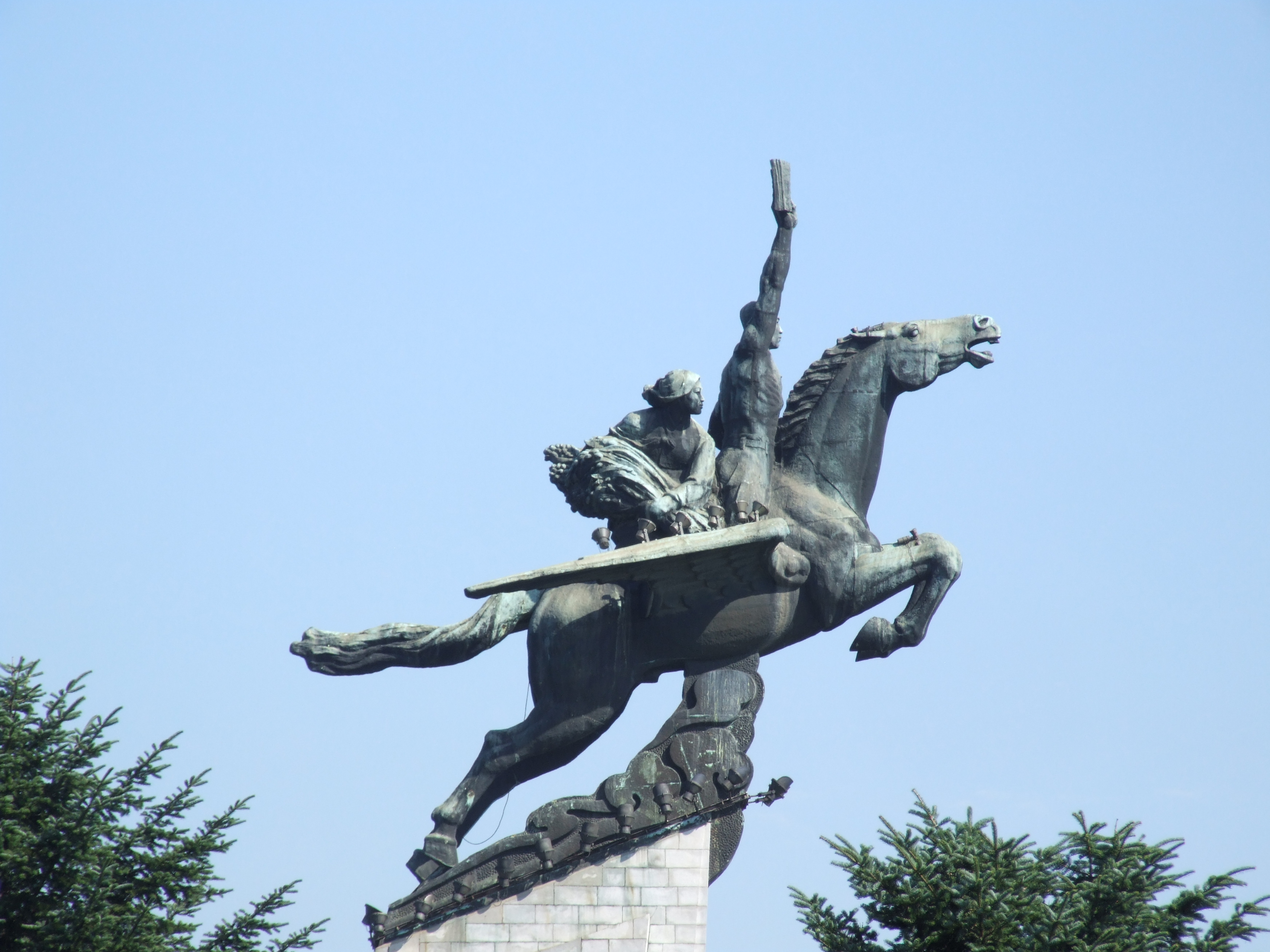
L'estàtua de Chollima al turó Mansu de Pyongyang simbolitza l’avanç de la societat coreana a la velocitat del mític Chollima

La campanya de mobilització massiva del moviment Chollima va fer augmentar el nombre de dones treballadores, que va créixer amb una taxa de més del 19% entre 1956 i 1964, que va suposar un 49% de la força de treball total. Entre 1963 i 1989, el nombre de dones professionals i tècniques va créixer 10,6 vegades quan els homes professionals només van créixer 2,5 vegades.
Amb l'objectiu de continuar augmentant les estadístiques positives, es va animar cada vegada més a les dones que treballessin per a assolir un estatus igual o superior que els homes tenien.

### Seglexxi

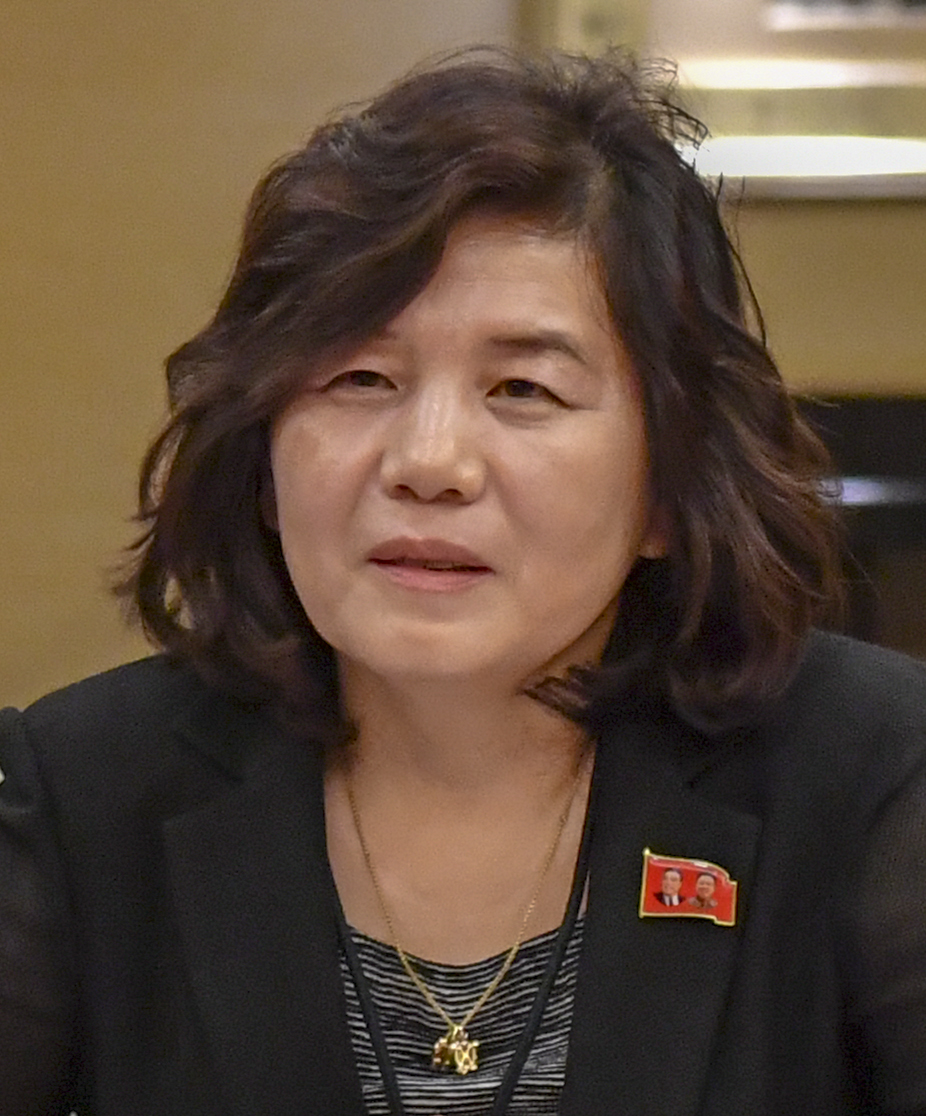
Choe Son-hui, va ser anomenada Primera Ministra d'Afers Exteriors de Corea del Nord el 2018.

Durant la dècada del 2010, sota el govern del Líder Suprem Kim Jong-un, diverses dones van ser promogudes a poderoses posicions polítiques i diplomàtiques.

### Estadístiques
Les dades de 1980 indiquen que les dones van ocupar el 56% de la força de treball en el sector agrícola, el 45% en el sector industrial, el 20% en la mineria, el 30% en la silvicultura, el 15% en la indústria pesant i el 70% en la indústria lleugera. L'èmfasi en la indústria lleugera va tenir com a objectiu augmentar els nivell de vida dels pobres i combatre l'escassetat generalitzada dels productes alimentaris i de consum. El 1989, Corea del Nord va declarar «Any de la indústria lleugera» i va canviar moltes dones de la indústria pesant a la indústria lleugera.
Les dones representen el 80% dels professors d'escola, però són escasses a l'àmbit universitari. Per exemple, a la Universitat Kim Il-sung, les dones componen el 10% dels professors i el 25-30% dels estudiants.
Entre els professionals i els tècnics, les dones només van representar el 14,6% el 1963, però el 1989 més del 37% eren dones. El nombre de dones professionals i tècniques va augmentar 10,6 vegades entre 1963 i 1989, mentre que el dels homes va augmentar només 2,5 vegades.

## Lleis que promouen el canvi social a les dones nord-coreanes
La Comissió Popular Provisional va promulgar diverses lleis que promouen el canvi social, com la Llei de reformes terrestres, la Llei sobre la igualtat sexual, la Llei laboral, i la Llei de la nacionalització de les indústries essencials.
El canvi més progressiu de la posició tradicional de les dones va ser la Llei sobre la igualtat sexual, publicada el 30 de juliol de 1946. Aquesta llei va posar èmfasi en igualtat de drets en tots els àmbits, el matrimoni lliure i el divorci, i els mateixos drets per a heretar propietats i compartir la propietat en cas de divorci. Va acabar els matrimonis concertats, la poligàmia, el concubinat, la compra i venda de dones, la prostitució, i les dones de companyia professionals.
La Llei laboral de Corea del Nord va definir els drets de les dones a la feina. Els articles 14 a 17 estableixen els drets de les mares i les dones embarassades, incloent 77 dies de baixa per maternitat amb salari complet, pagues per alimentació del nadò durant el treball, una prohibició contra les hores extraordinàries o les feines nocturnes per a les dones embarassades o durant la lactància, i la transferència de dones embarassades a un treball més senzill mantenint el salari.
A més, la Llei de nacionalització de les indústries essencials va debilitar el poder econòmic d'un patriarca mitjançant l'eliminació de la propietat privada.
A diferència de Corea del Sud, on les dones van lluitar per abolir el sistema feudal de la família, la Unió Democràtica de la Dona de Corea del Nord va substituir el sistema de registre familiar basat en el llinatge masculí (sistema familiar feudal) amb un nou sistema de registre ciutadà, que va donar més poder a les dones en la compra i la propietat de terres. A causa d'aquests canvis en la societat, l'estructura familiar va canviar dràsticament dels sistemes tradicionals; els clans eventualment van desaparèixer, el sistema de llibres de llinatges familiars va ser completament destruït, i va començar a sorgir un sistema de família nuclear, fent que les dones siguin més iguals als homes en la societat.
Tot i que hi ha noves lleis creades per a fer que les dones siguin més iguals als homes, és molt discutible que les dones de Corea del Nord siguin completament iguals als homes en la societat. Les oportunitats per a les dones s'han ampliat molt, però, amb certs aspectes que encara no són iguals als homes. Hi ha evidències que el salari d'un home és més alt que el d'una dona en Corea del Nord. Així, la diferència salarial reflecteix la representació desigual de les dones en diverses estructures laborals, que indica una divisió per sexes del treball.

## Les dones militars
El 2003, en l'Assemblea Suprema Popular anual, el govern va reduir el temps del servei militar, reduint el servei dels homes de 13 a 10 anys i el de les dones de 10 a 7 anys.
A principis de 2015, el govern nord-coreà va decidir fer obligatori el servei militar per a totes les dones que viuen dins de les fronteres del país. La intenció era millorar les forces militars del país. L'allistament es va convertir en una obligació per a les dones de 17 a 20 anys que s'havien graduat de l'escola. Abans del 2015, les dones només realitzaven el servei militar de forma voluntària, mentre que per als homes sempre ha sigut obligatori.

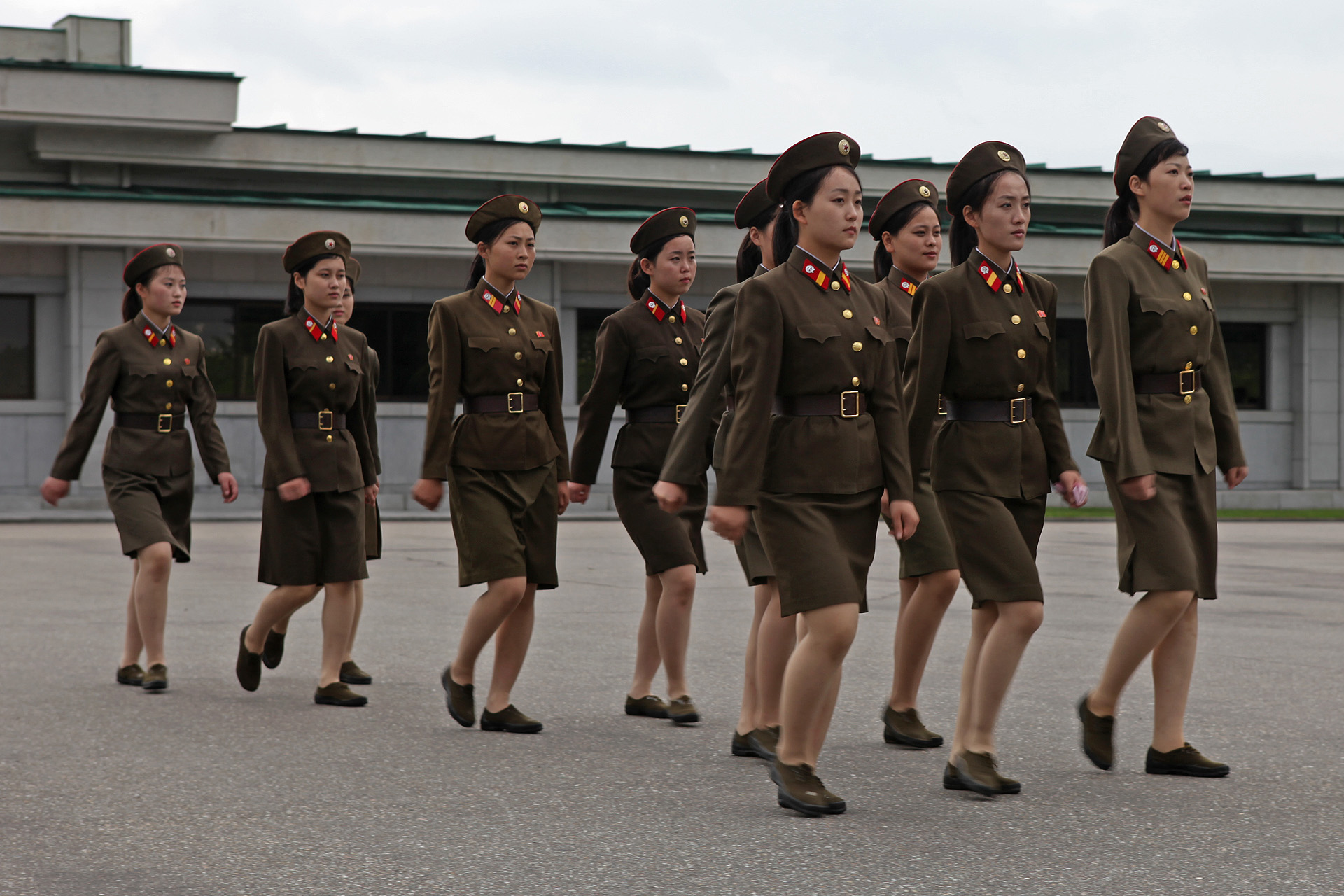
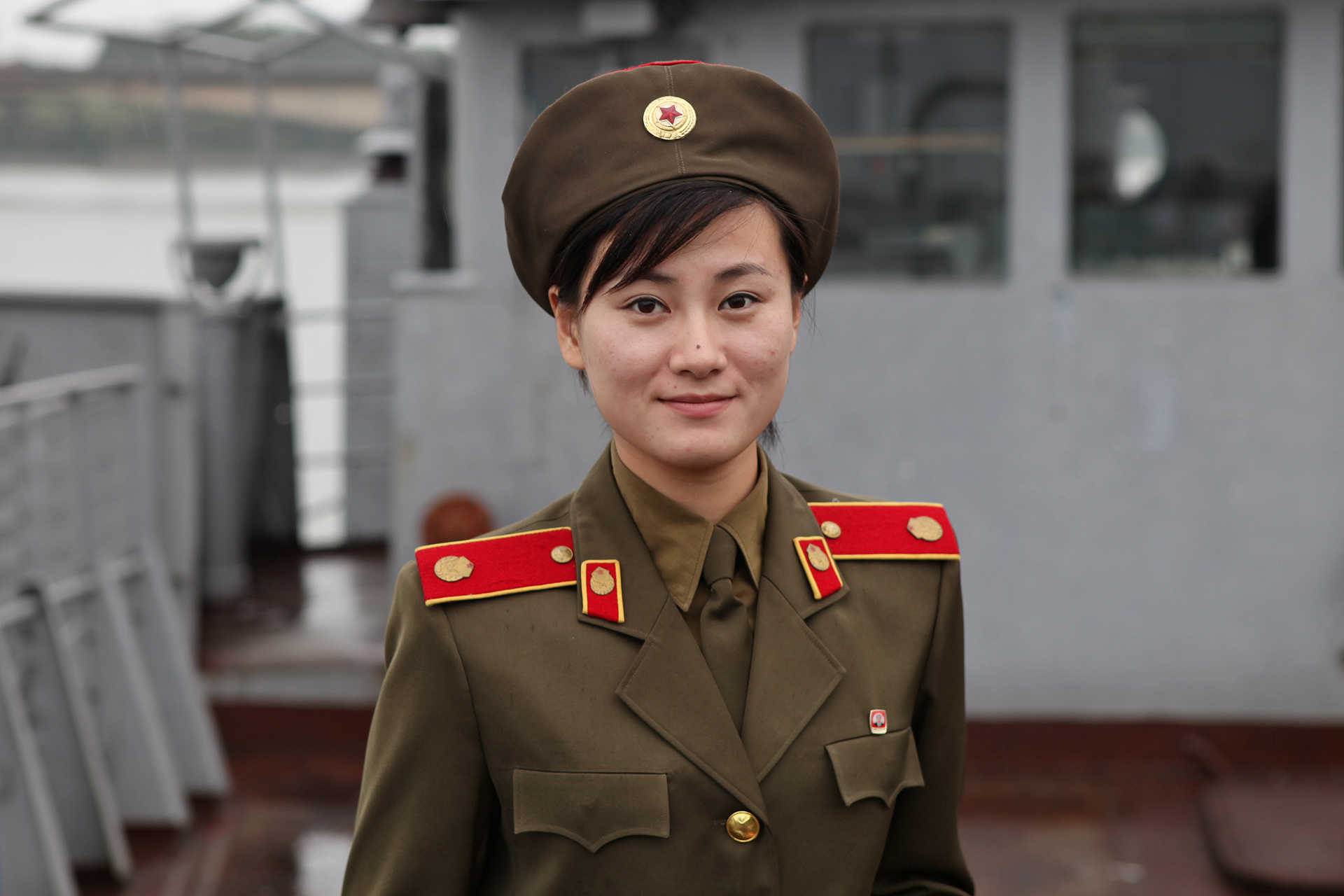
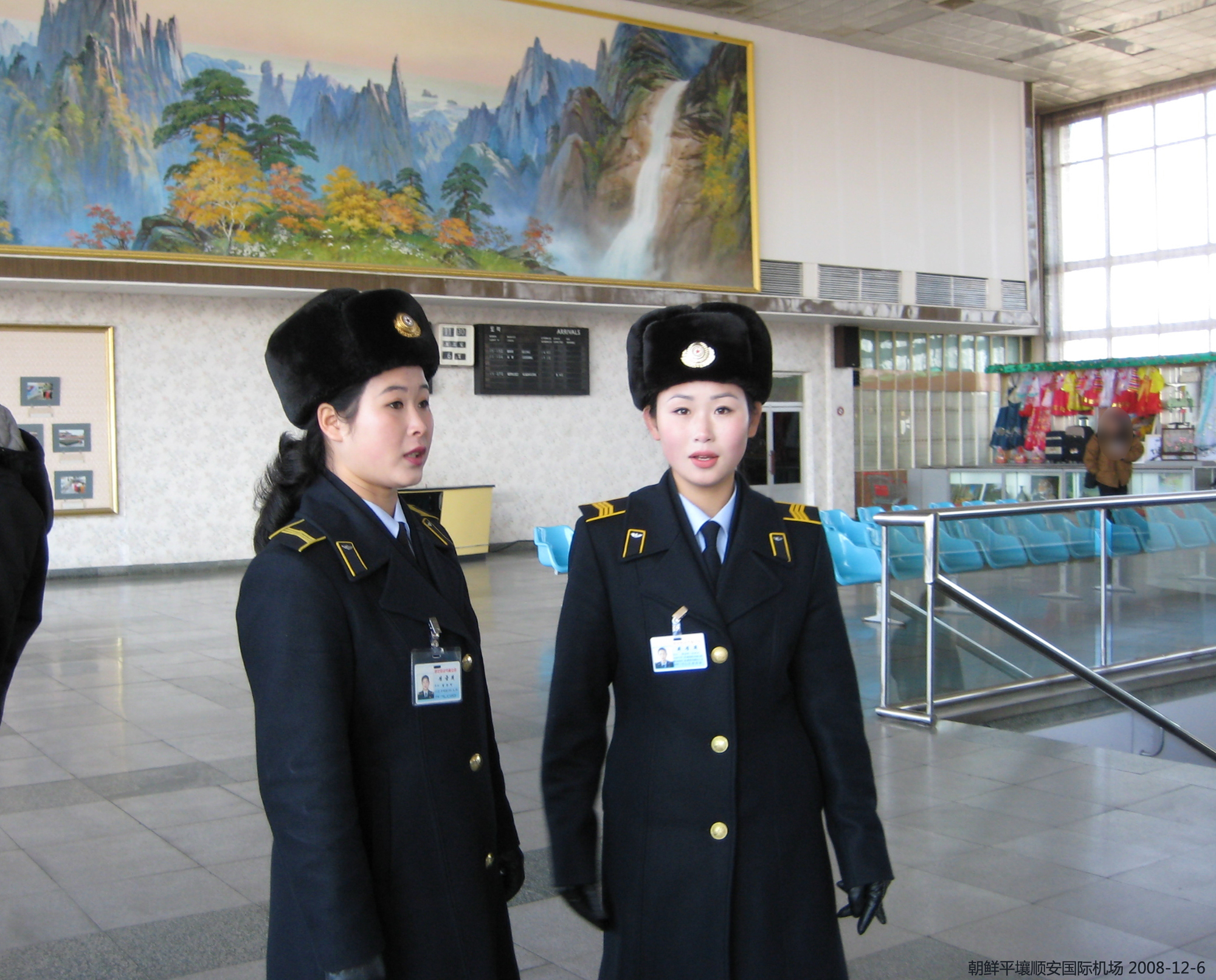
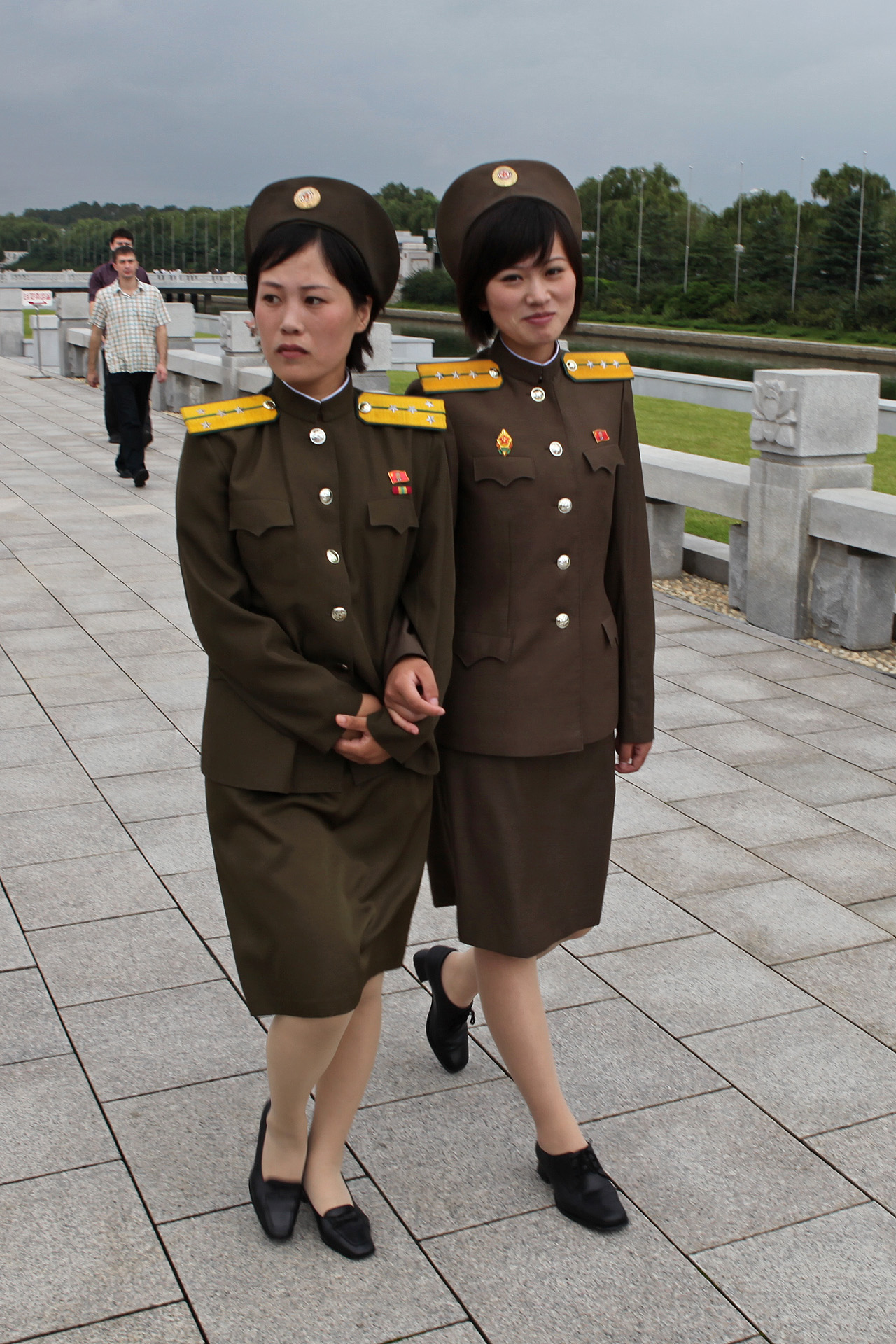

El temps del servei militar difereix, amb dones que poden finalitzar el servei militar als 24 anys i homes que han de servir durant 10 anys.
Aquesta iniciativa es va proposar per a recuperar les pèrdues que es van patir durant la fam de Corea del Nord en la dècada del 1990, quan el país va experimentar una mort generalitzada, una baixa taxa de natalitat i una taxa de mortalitat infantil alta. Aquesta directiva ha donat lloc a molta preocupació, ja que en la majoria de les famílies de Corea del Nord, les dones són les que porten els diners a la llar treballant en empreses il·lícites.

## Classes socials i castes
Tot i que els funcionaris del govern nord-coreà afirmen públicament que Corea del Nord és país amb una societat purament sense classes, alguns han demostrat el contrari. Hi ha hagut una divisió clara entre els ciutadans rics, educats i políticament poderosos, en comparació amb els políticament poc poderosos. També hi ha hagut una obvia distribució desigual de la riquesa i el privilegi a tota Corea del Nord.
Els nord-coreans s'han vist obligats a situar-se en subdivisions d'acord amb la història i l'origen familiar. Si en qualsevol moment un membre d'una família determinada comet un delicte de qualsevol tipus, tots els familiars directes també són culpables del seu delicte, fins i tot poden baixar d'estatus social.
L'estatus d'una dona mai no ha estat completament igual al d'un home. Els homes tenen un avantatge molt millor de progressar a través del treball que les dones d'una classe baixa. Les dones de classe baixa es veuen com que han completat la seva carrera un cop casades, que no és el cas dels homes. D'altra banda, les dones procedents de famílies de classes altes tenen moltes més oportunitats.

## La divisió del treball
A Corea del Nord, el treball manual pesat és tradicionalment realitzat per homes i es designen els treballs lleugers a les dones.

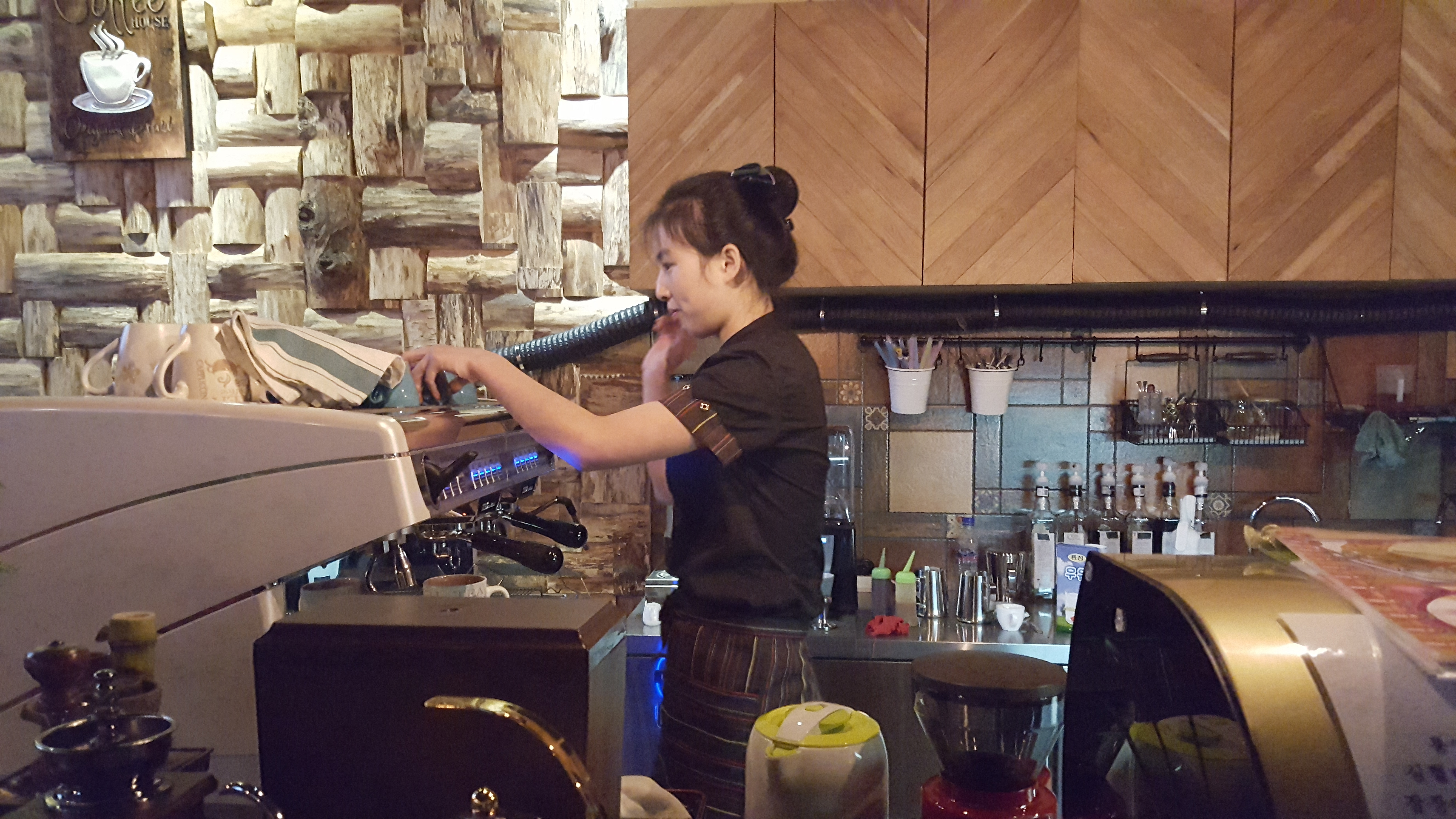
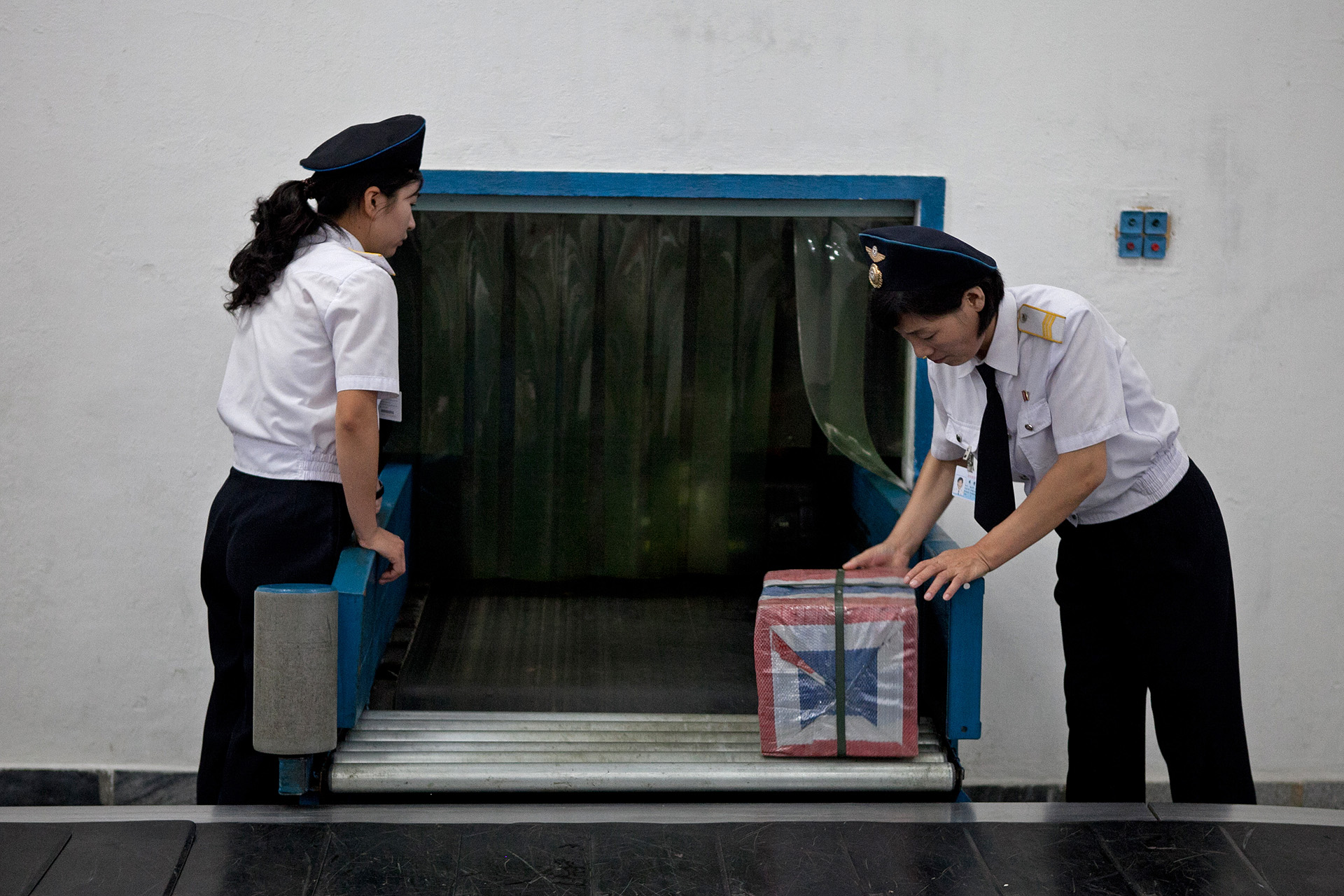
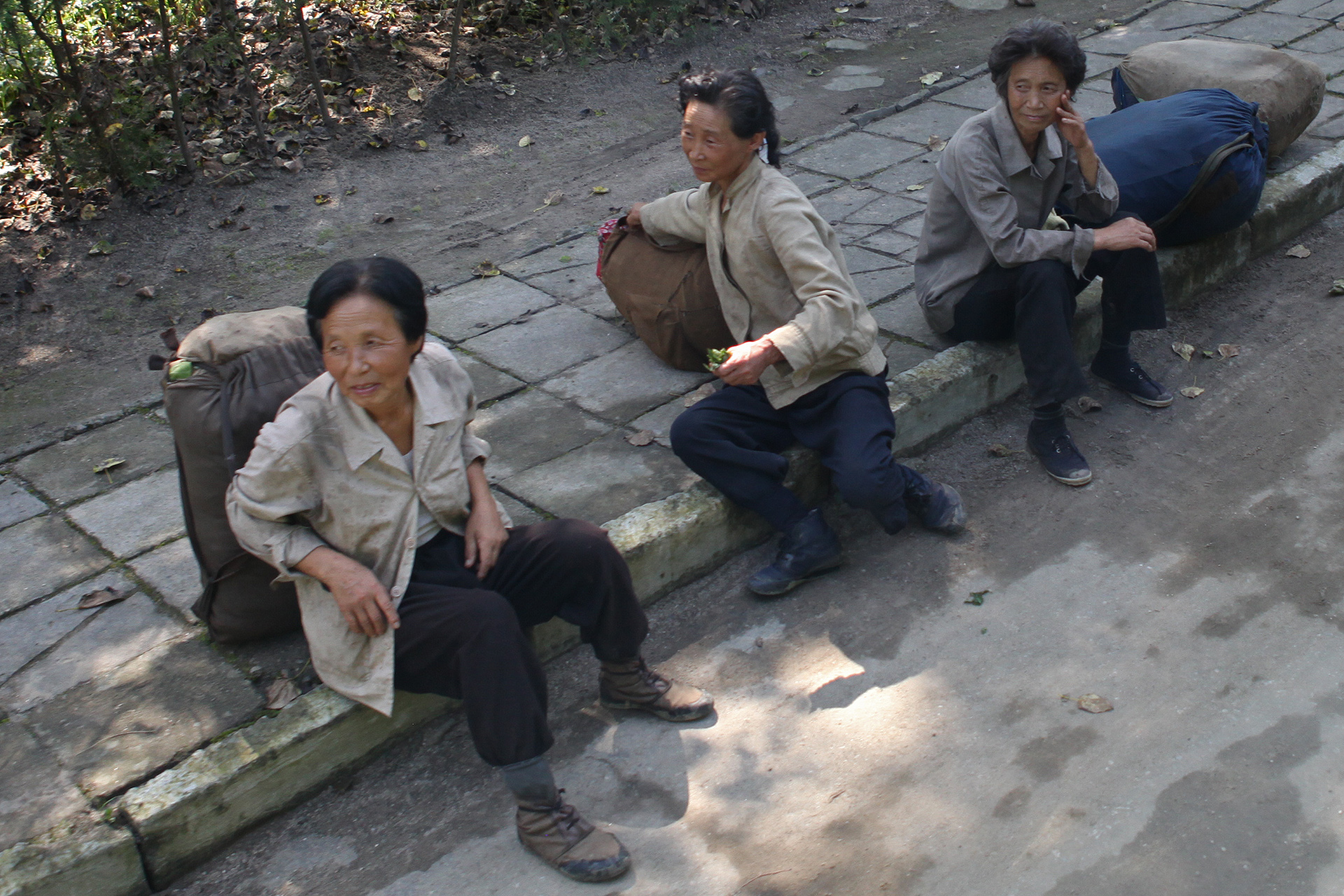
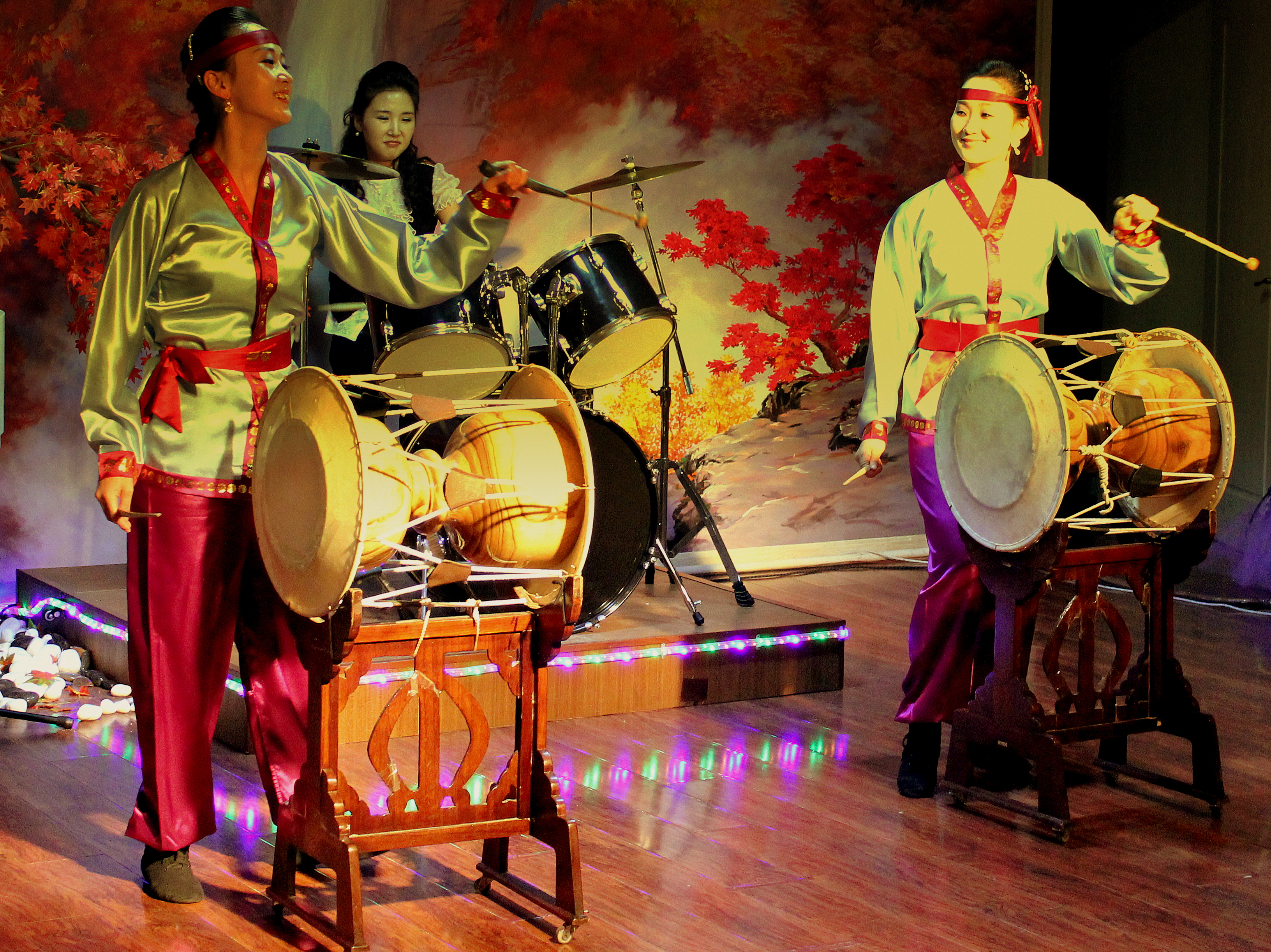
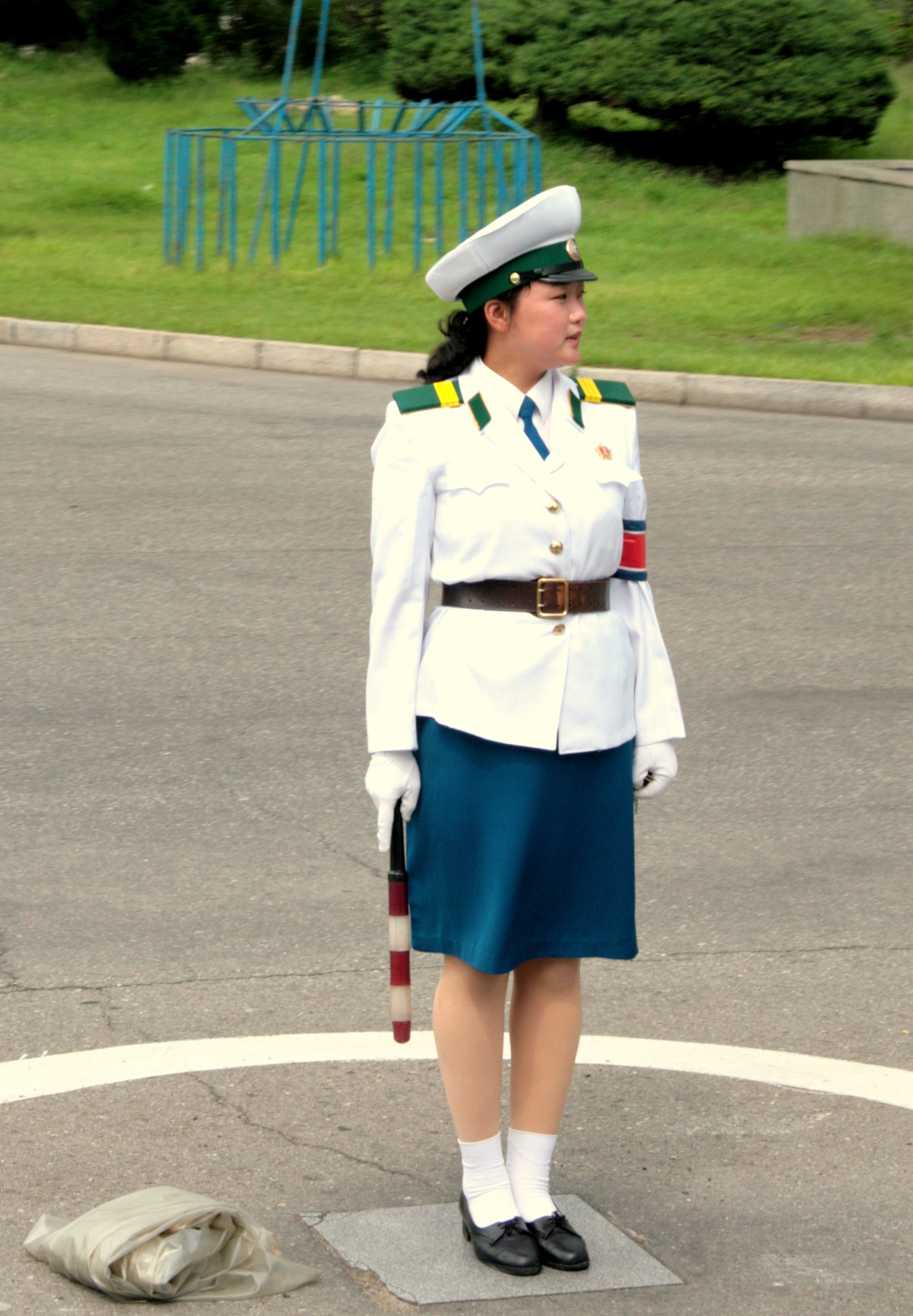

L'ocupació d'una persona està predeterminada d'acord amb el judici de l'Estat del prestigi familiar, la capacitat i el conjunt d'habilitats. Per exemple, és molt poc probable que l'Estat assigni una família rica amb una educació alta per a fer treballs manuals com a miner. En definitiva, per als homes i dones de Corea del Nord, l'ocupació de cada ciutadà ha de ser completament calculada i deliberada per l'autoritat estatal.

## El rol familiar
El paper de les dones en l'àmbit familiar i en l'àmbit públic ha canviat diverses vegades des del final de la Segona Guerra Mundial fins als nostres dies.

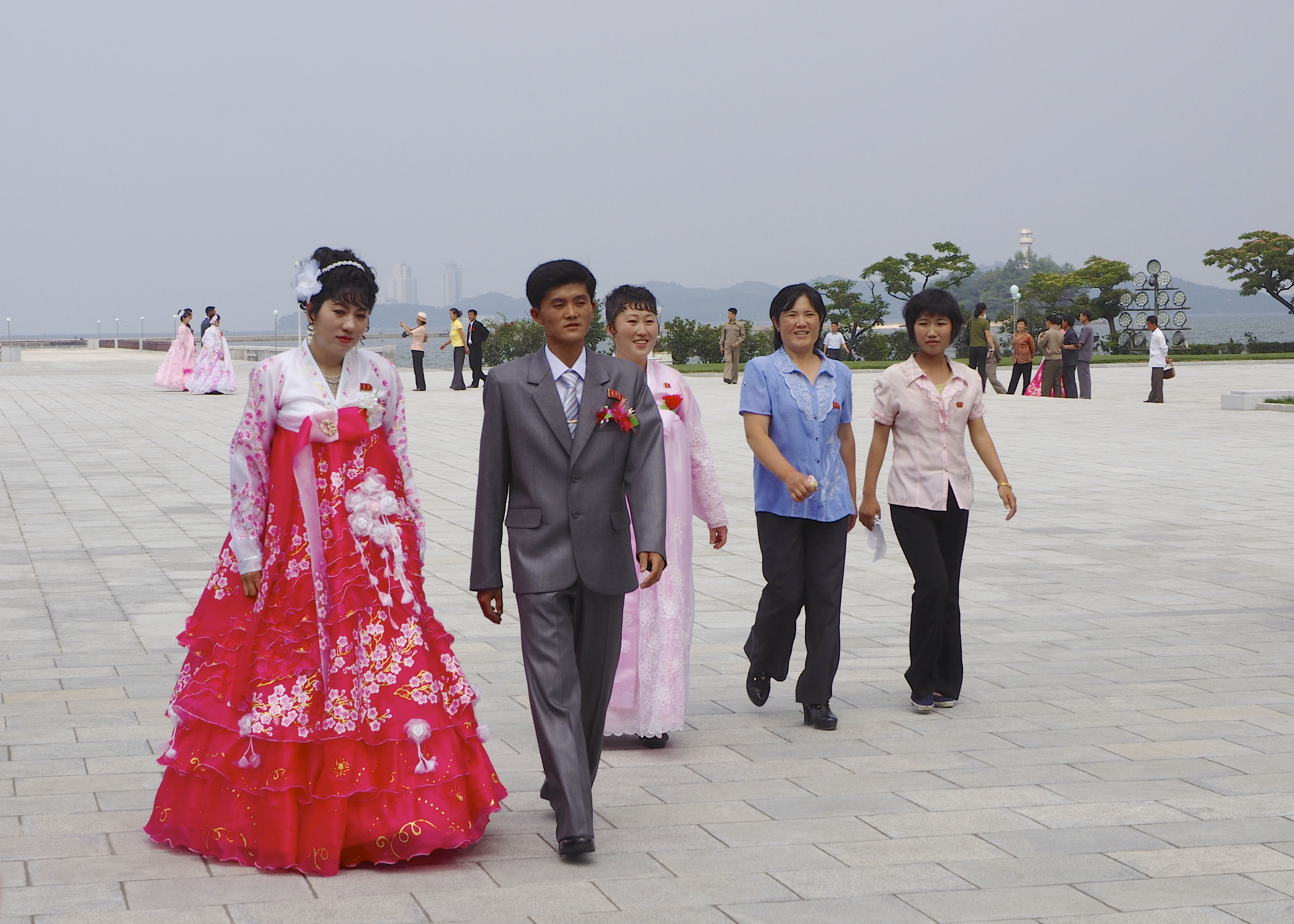
Boda nord-coreana

Després de la Segona Guerra Mundial, les dones es van incorporar a l'economia socialista en gran nombre i van tenir un paper important en la reconstrucció del país. Com que l'economia va millorar en dècades posteriors, les dones eren menys necessàries a la força de treball, i van ser desplaçades cap a rols més tradicionals.
Els empleats rebien racions de l'Estat, i la majoria de les famílies podien sobreviure. Durant la fam a Corea del Nord (1994-1998), aquestes racions, conegudes com «sistema de distribució pública», van desaparèixer i les famílies havien de buscar aliments en altres llocs. Els homes, tot i que no rebien un salari, encara estaven obligats a assistir als seus llocs de treball assignats per l'Estat. Els diners que guanyaven aquests homes es basa en gran manera en el treball que feien per lliure i és poc probable que interrompesin aquesta pràctica en qualsevol moment. Per a què els homes puguin lliurar-se d'un treball assignat per l'Estat han de pagar a l'ocupador entre 20 i 30 vegades el seu salari mensual per a que els permeti assumir altres llocs de treball més rendibles. Aquest pagament s'ha de fer fins i tot si un no pot pagar els aliments per menjar, en cas contrari es castiga amb prena de la presó. Es rumoreja que les dones de la família són les que decideixen si les habilitats dels homes són prou bones per fer-ho.
Els mercats il·legals van començar a sorgir a tot el país a partir de la desesperació de la gent per sobreviure. Aquests mercats es van convertir en l'objectiu d'una sèrie de restriccions i prohibicions, però més tard es van relaxar. Aquests mercats s'han convertit en la principal font de diners per a la gran majoria de les famílies de Corea del Nord, amb gairebé la meitat de les llars que utilitzen el comerç privat com a única font d'ingressos.
Tot i que es difícil obtenir dades de Corea del Nord, els investigadors creuen que les dones són les que aporten els ingressos econòmics en el 80-90% de les llars. Aquest canvi dramàtic ha tingut conseqüències enormes en aquesta societat patriarcal. Les dones de tot el país, facultades per les seves noves habilitats de guanyar diners, s'han convertit en menys obedient als seus marits i han començat a controlar moltes de les decisions de les llars. Moltes dones nord-coreanes es refereixen als seus marits com a «cadells» o «mascotes», perquè no poden fer res productiu, però que s'han de cuidar. Però amb aquest canvi, les dones d'aquest país s'enfronten a la creixent violència domèstica. Els estudiosos que observen als desertors de Corea del Nord afirmen que encara no han entrevistat a una dona que no hagi experimentat algun tipus de violència a la llar. Creuen que és a causa de l'immens canvi de poder de les persones que s'ha produït dins de les cases de tot el país. Els homes estan frustrats amb la seva nova manca de poder.
Tot i que amb grans obstacles, les dones segueixen liderant la desobediència civil, una ocurrència inusual a Corea del Nord. Quan les noves restriccions s'imposen als mercats, les dones destaquen en les protestes.
Aquests canvis han donat lloc a que les dones prefereixen esperar més temps per a casar-se i els homes es veuen obligats a acceptar els seus papers de marits subordinats. Aquest canvi de poder en la vida ha donat lloc a un altre en la mort; ara, són els homes que es veuen obligats a casar-se quan la seva parella mor, en lloc de la inversa.

## La prostitució
La prostitució a Corea del Nord és il·legal, però es diu que es produeix fins i tot a través de les kippumjo, dones i noies reclutades pel cap d'Estat de Corea del Nord amb la finalitat de recompensar als alts càrrecs del Partit dels Treballadors de Corea i a les seves famílies, i també als convidats de tant en tant.

## Influència en els mitjans de comunicació

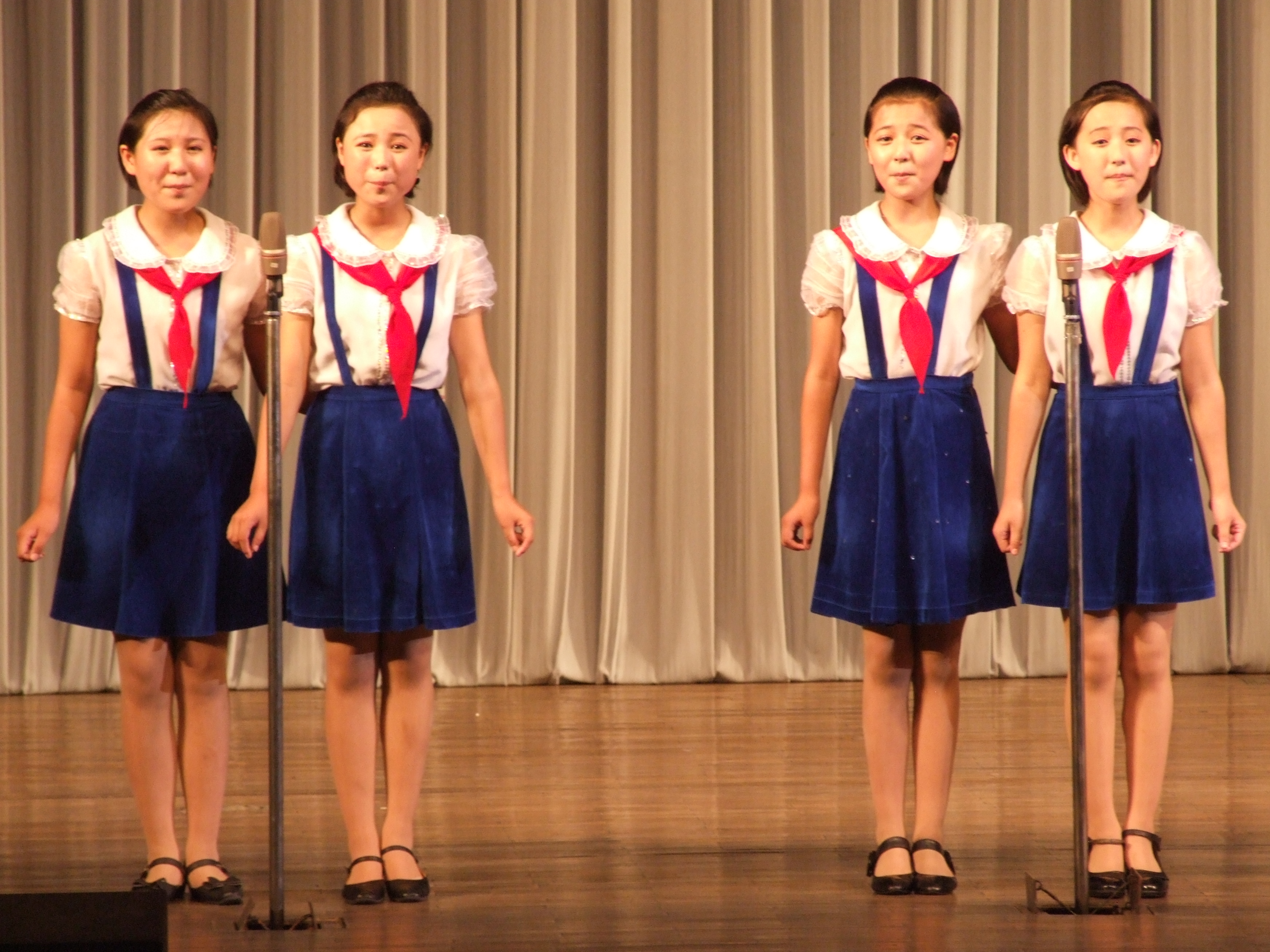
Escola per a noies a Mangyongdae Children's Palace

Els mitjans de comunicació mostren sovint dones exemplars com a model a seguir. El diari oficial The Pyongyang Times, en un article d'agost de 1991, va descriure la carrera de Kim Hwa Suk, una dona que s'havia graduat a l'educació obligatòria, va decidir treballar en els camps com a agricultora habitual en una cooperativa situada als suburbis de Pyongyang, i gradualment va assolir llocs de responsabilitat ja que es van conèixer els seus talents i la seva dedicació. Després de servir com a líder d'un equip de treball juvenil, va assistir a una universitat. Després de graduar-se, es va convertir en presidenta del Consell d'Administració de la seva cooperativa. Kim també va ser escollida com a diputada de l'Assemblea Suprema del Poble.
Però malgrat aquests exemples, sembla que les dones no estan totalment emancipades. Els fills segueixen sent preferits abans que les filles. Les dones fan la majoria, si no totes, de les tasques domèstiques, incloent-hi la preparació d'un menjar de matí i de nit, a més de treballar fora de casa; gran part de la responsabilitat de la criança dels fills es troba a les mans del t'agaso (llar d'infants) i el sistema escolar.
La majoria de les dones treballen en la indústria lleugera, on es paguen menys que els seus homòlegs homes en la indústria pesant. En les oficines, és probable que es dediquin a treballar com a secretàries i altres llocs de treball de baix nivell.
Les dones van ser alleugerides d'algunes de les seves funcions domèstiques per tal de canviar la seva dedicación en els seus llocs de treball. La indústria alimentària es va desenvolupar fins al punt que les dones només podien comprar i recollir el menjar just per a les seves famílies. Per tant, una de les seves principals tasques es va convertir en educar els seus fills sobre el comunisme basat en les seves experiències.
A més, probablement diferents rols sexuals es confirmen per la pràctica de separar els nois i les nenes tant als nivells elementals com de secundària. Alguns aspectes dels currículums escolars per a nens i nenes també són aparentment diferents, amb més èmfasi en l'educació física per als nois i en economia domèstica per a les noies. Però, en el sistema universitari de quatre anys les dones que estudien medicina, biologia, i llengües i literatura estrangeres semblen especialment nombroses.

## El significat històric de la dona nord-coreana
Les dones de Corea del Nord han tingut un paper important en la societat, la política i l'economia, especialment durant els segles xx i xxi.
La seva implicació significativa en les organitzacions socials i polítiques va ajudar a donar forma al comunisme nord-coreà i difondre els ideals socialistes del règim. Les organitzacions de dones com la Lliga Socialista de les Dones de Corea van proporcionar un lloc on expressar les seves preocupacions diàries i estar actives vers la causa comunista.
Les organitzacions polítiques i obreres de les dones van ser fonamentals per a l'èxit de la revolució nord-coreana. La revolució va comptar amb la participació de les dones (a través de les organitzacions), a diferència d'altres revolucions polítiques a Occident que es van basar en el suport masculí. Com que la revolució va aprofitar el suport dels dos gèneres, el seu impacte va ser molt més exhaustiu i generalitzat, i va influir en tots els membres de la comunitat, independentment del gènere. Això no hauria estat possible sense la participació de les dones nord-coreanes.
A més, les dones de Corea del Nord són realment les caps de la llar. La societat tradicional de Corea va limitar a les dones a treballar només a la llar, i la revolució de Corea del Nord va canviar aquest valor tradicional pel d'heroisme. Com que la feina de les dones sempre ha estat a la llar (abans i durant l'era moderna), han servit com les principals propagadores de la ideologia comunista a la població nord-coreana. El seu paper de mares, ha estat una font principal d'èxit per al règim comunista. Són les dones que adoctrinen els nens i gestionen la llar comunista ideal (segons el dictat del govern de Corea del Nord). Tot i que aquest lloc permanent a la llar podria anar contra els ideals de la igualtat de gènere comunista, el paper de les dones en el desenvolupament històric del règim és innegable.
Avui, les dones de Corea del Nord exerceixen noves formes de poder, però queden excloses de les posicions de poder real. Per exemple, les dones de Corea del Nord són les líders dels mercats negres (i il·legals). Moltes dones són emprenedores, utilitzant creativitat i enginy per a proveir a les seves famílies durant els temps de dificultats econòmiques. Sovint són les dones que guanyen diners i porten aliments a les seves famílies quan els mitjans de feina tradicionals comunistes no poden ser suficients.
Al mateix temps, mentre que algunes dones han guanyat poder econòmic, les dones estan molt poc representades en els nivells superiors de la política. Hi ha molt poques dones líders al Partit Comunista malgrat la seva participació en la política quotidiana. Tot i que la Llei d'igualtat de gènere de 1946 diu en l'article 2 que les dones de Corea del Nord tenen els mateixos drets que els homes per a votar i ser polítiques, poques dones han estat capaces d'assolir càrrecs de molt poder.
Amb el pas del temps, les dones de Corea del Nord han fet importants progressos cap a la igualtat. Han experimentat èxit amb la legislació de la igualtat de gènere, les organitzacions de dones, l'emprenedoria econòmica i molt més. No obstant això, el seu progrés ha estat greument retardat pels fracassos econòmics del seu país i la persistència dels ideals xovinistes (mantenint les dones a la llar, destacant els rols de les dones com a mares, etc.). Malgrat aquests reptes, les dones segueixen sent significatives, si no essencials, contribuents al desenvolupament de l'estat nord-coreà.

## Dones nord-coreanes destacades
- Cha Yong-hwa (esportista)
- Choe Jong-sil (esportista)
- Choe Son-hui (política)
- Choi Gyong-hui (esportista)
- Choi In-ae (esportista)
- Choi Myong-hui (esportista)
- Chong Gum (esportista)
- Han Jong-ok (esportista)
- Han Kwang-bok (política)
- Han Pil-hwa (política)
- Ho Jong-suk (política)
- Hong Son-ok (política)
- Hong Su-jong (esportista)
- Hong Un-jong (esportista)
- Hwang Bo-sil (esportista)
- Hwang Sun-hui (política)
- Hyon Song-wol (política)
- Jang Hyang-mi (esportista)
- Jong Song-ok (política)
- Jong Yon-hui (esportista)
- Kang Pan-sok (política)
- Kang Un-ju (esportista)
- Kim Gyong-hui (esportista)
- Kim Ho-gyu (esportista)
- Kim Hyang-min (esportista)
- Kim Jin-a (esportista)
- Kim Jong-hwa (esportista)
- Kim Jong-im (política)
- Kim Kum-sil (política)
- Kim Kyong-hui (política)
- Kim Pok-sin (política)
- Kim Rak-hui (política)
- Kim Ryon-mi (esportista)
- Kim Sol-mi (esportista)
- Kim Sol-song (política)
- Kim Song-ae (política)
- Kim Song-hye (política)
- Kim Yo-jong (política)
- Kwon Sun-yong (esportista)
- Kwon Un-sil (esportista)
- Kye Sun-hui (esportista)
- Lee Hyeon-seo (activista)
- Li Gyong-hui (esportista)
- Pak Chong-ae (política)
- Pak Kyong-suk (política)
- Pak Myong-sun (política)
- Park Yeon-mi (activista)
- Ri Sol-ju (política)
- Ri Yong-suk (política)
- Ro Song-sil (política)
- Ryu Mi-yong (política)
- Song Hye-rim (actriu)
- Woo In-hee (actriu)